# Leo Strauss
Leo Strauss (n. 20 septembrie 1899 Kirchhain, Hessen-Nassau, Prusia – d. 18 octombrie 1973 Annapolis, Maryland, Statele Unite) a fost un filozof politic specializat în filozofia politică clasică. S-a născut în Germania din părinți evrei și mai târziu a emigrat în Statele Unite. El a petrecut cea mai mare parte din cariera sa ca profesor de științe politice la Universitatea din Chicago, unde a predat mai multor generații de studenți și a publicat cincisprezece cărți.
Inițial instruit în tradiția neokantiană cu Ernst Cassirer și familiarizat cu fenomenologi, cum ar fi Edmund Husserl și Martin Heidegger, Strauss s-a concentrat mai târziu asupra cercetărilor privind textele grecești ale lui Platon și Aristotel, a încurajând aplicarea ideilor lor în teoria politicii contemporane.
Shadia Drury a enunțat o teză de teoria conspirației, considerându-l pe Strauss drept adeptul unor teorii nedemocratice. Această teză l-a inspirat pe Lyndon H. LaRouche să-l considere pe Strauss (care era evreu!) drept apostol al „teoreticienilor nazismului” Nietzsche, Heidegger și Schmitt în SUA, creierul unei monstruoase conspirații împotriva democrației americane. Această teză a fost popularizată prin filmul The Power of Nightmares produs de Adam Curtis pentru BBC, conform căruia războaiele pornite de George W. Bush ar fi o mașinație ocultă a neoconservatorilor. Filmul face o paralelă între neoconservatori și islamiștii radicali, prezentați drept frați ideologici aflați într-un conflict fratricid, adepții lui Strauss persecutându-i pe adepții lui Qutb deși Strauss și Qutb ar fi în esență două spirite gemene.
Conform lui Steven B. Smith, Leo Strauss nu a fost activ politic, nu ar fi susținut neoconservatorismul (dacă l-ar fi cunoscut), nu a susținut imperialismul și era sceptic în ce privește filosofiile politice. Conform lui Smith, trei teme ale lui Strauss au fost dezvoltate de neoconservatori, și anume: importanța omului de stat, uzul înșelăciunii de către politicieni și rolul religiei în viața politică.